# 봉수산 (예산/홍성)
봉수산(鳳首山)은 대한민국 충청남도 예산군 대흥면, 광시면과 홍성군 금마면 경계에 있는 산이다. 높이는 483m. 대흥산(大興山)이라고도 불린다.
정상 부근에 임존성(사적 제90호)이 남아있다. 2007년 봉수산 자연휴양림이 개장하였다.